# 谢学锦
谢学锦（1923年5月21日—2017年2月24日），上海人。勘察地球化学家。中国共产党党员。1980年当选为中国科学院学部委员(院士)。

## 生平
其父是石油地质学家和经济地质学家谢家荣，母亲吴镜侬早年毕业于北京女子师范大学，擅长绘画和音乐。
1945年毕业于浙江大学。1947年毕业于重庆大学化学系。1948年，在矿产测堪处谢家荣指导下工作。1951年发现铜矿指示植物。50年代对矿床原生晕进行开拓性研究，并在1957年被打成右派。1960年开始研究76种元素地球化学填图的理论与和方法，开拓了利用勘探地球化学找矿的新领域。1979年提出“区域化探全国扫面计划”，据此发现上百个工业矿床，特别是金矿。1980年当选中国科学院学部委员（院士）。1984年任中国地质科学院地球物理与地球化学勘查研究所名誉所长。1988年开始推动国际地球化学填图的标准化，并担任国际地球化学填图项目指导委员会主席。1998年因车祸双腿折断，但以惊人的意志和乐观的精神，恢复了健康。
2017年2月24日，在北京逝世，享年94岁。。

## 荣誉
- 2002年经郭文魁院士推荐，荣获何梁何利科学技术进步奖。
- 2007年荣获应用地球化学家协会金奖。

## 学术贡献与评价
谢学锦是目前中国最了不得的勘察地球化学家。他发明的地球化学填图的理论、方法、和技术，在国际上处于领先地位。他在国内首先倡导的化学定时炸弹的概念，在资源利用和环境保护领域也越来越深入人心。
谢学锦是中国第一代矿床学大师谢家荣院士的长子。深受乃父不迷失于细节的教诲，注重于实用科学技术的研究应用，是科学研究领域的一位战略家和难得的帅才。谢学锦说要给他的父亲，立一个铜像。其实他的这个铜像，已经立起来了。因为父子双院士，子承父业，同时探矿，且卓有成效者，至少在中国科学界，还找不到第二家。

## 名言名句
- 生命在于不动。
- 做点子的生产者。
- 没有错误的事实，只有错误的理论。